# Actia heterochaeta
Actia heterochaeta là một loài ruồi trong họ Tachinidae.